# 查理·怀汀
查理·怀汀（英語：Charlie Whiting，1952年8月12日—2019年3月14日）是一名国际汽联一级方程式赛事总监、安全代表、F1赛事技术部门总监。在每场一级方程式大奖赛上，查理·怀汀要通常管理每场F1大奖赛的后勤，在比赛前检查赛车，执行FIA规则，并控制每场比赛开始时的起跑灯。
查理·怀汀在1988年进入国际汽联担任一级方程式赛事的技术代表，1997年成为国际汽联总监和安全代表。在2019年澳大利亚大奖赛开赛前一天的2019年3月14日，他在墨尔本因为突发肺栓塞去世，享年66岁。